# Lappajärvi (lac)
Pour l’article homonyme, voir Lappajärvi.

Carte du lac Lappajärvi

Le lac Lappajärvi est un grand lac de forme approximativement circulaire de 142 km2, résultant de l'impact d'une météorite il y a 77,85 ± 0,78 millions d'années. 

## Présentation
Le cratère d'impact est aujourd'hui très érodé, le relief entre les plus hauts points de la crète circulaire et le fond du lac ne dépassant pas les 150 mètres (pour 23 km de diamètre).
L'origine météoritique de la structure (initialement supposée d'origine volcanique) a été démontrée par un géologue suédois en 1968.

## Galerie

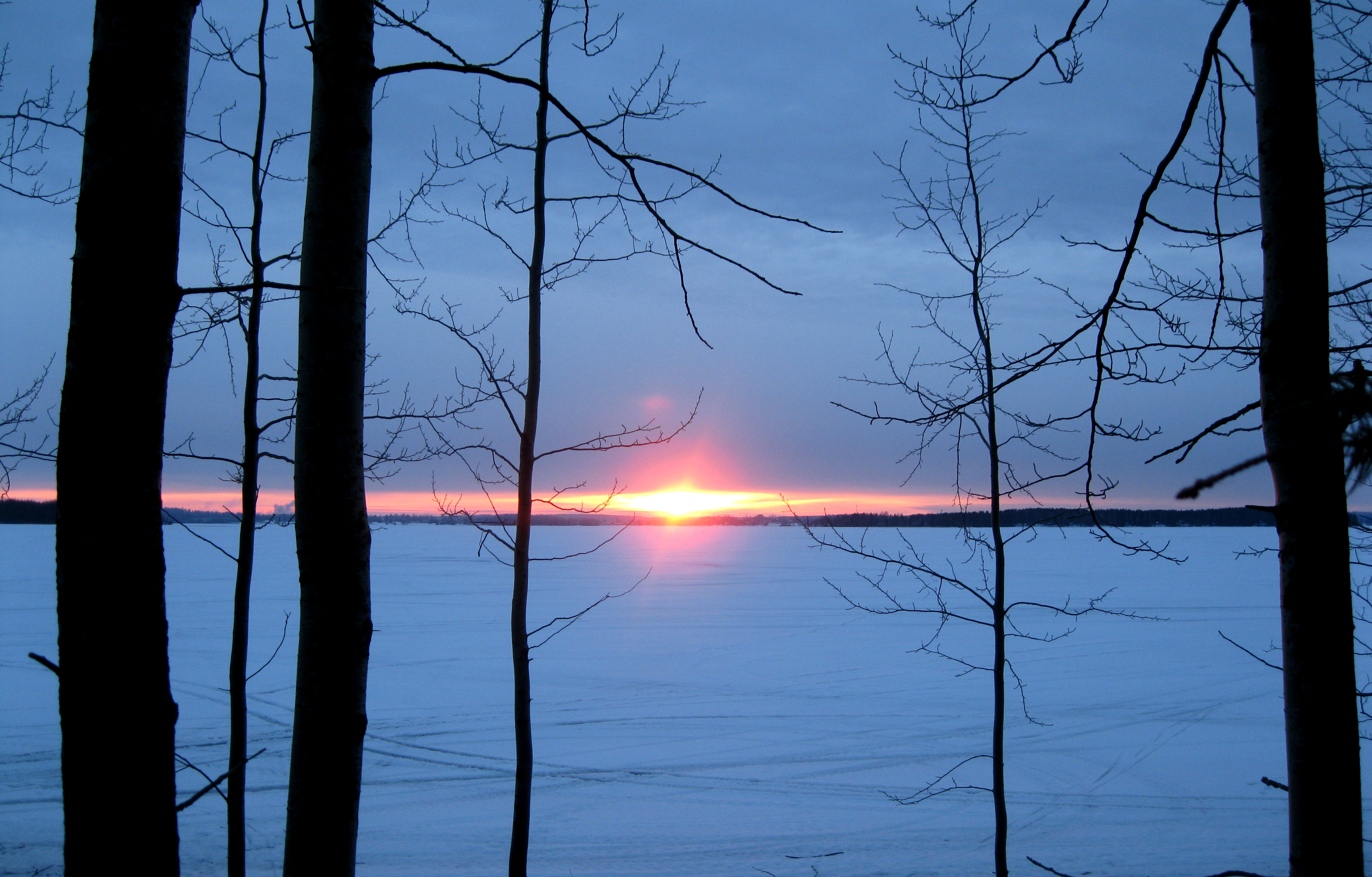
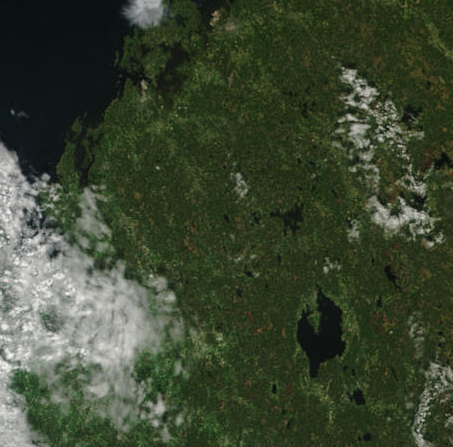
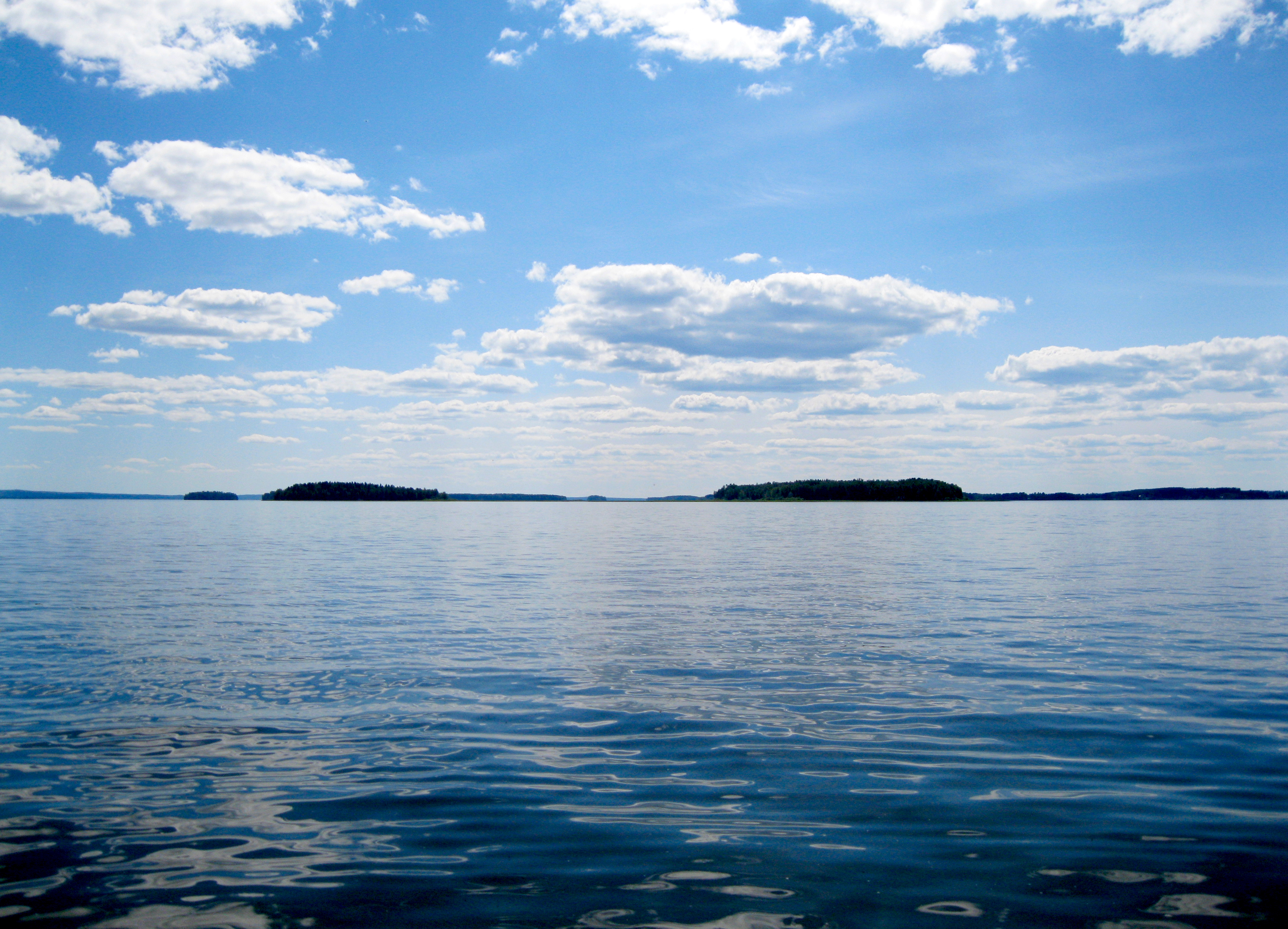